# Physalis hunzikeriana
Physalis hunzikeriana är en potatisväxtart som beskrevs av M. Martinez. Physalis hunzikeriana ingår i släktet lyktörter, och familjen potatisväxter. Inga underarter finns listade i Catalogue of Life.